# 日本式鴨型
日本式鴨型（にほんしきかもがた）は、日本の内閣技術院が試作した研究用の滑空機（グライダー）。製作は日本小型飛行機が行った。日本小型における社内名称は「K-16」。

## 概要
1942年（昭和17年）2月、技術院は研究企画第一号として、操縦性などの前翼機の性能研究を目的とした滑空機の試作を計画した。発注は三菱重工業に対して行われ、本庄季郎技師と日本小型の宮原旭技師長による設計を経て、機体の製作は日本小型が担当することになった。日本小型における設計製作は1944年（昭和19年）秋に宮原技師長らによって始められ、1945年（昭和20年）3月末（あるいは1944年秋）に第一号機が完成。中央航空研究所（中研）に納入された。
1945年4月には、石岡中央滑空訓練所にて第一号機が飛行実験を開始。試験飛行は12 - 13回に渡って実施された。飛行実験計画としては、翼幅を短くして翼面荷重を増大させた場合や、垂直安定板を撤去した場合での飛行実験が予定されていた。太平洋戦争の終戦間際に行われたため実験内容は不十分なものとなったが、前翼機の操縦性は通常形式の機と大差ないが失速時の機体の沈みは通常機より大きいとの結果が得られた他、実験による研究成果は日本海軍が進めていた前翼型の局地戦闘機「震電」の開発での活用も図られた。第二号機および第三号機も製作されていたが、こちらは実験には用いられず、終戦まで日本小型の府中工場で保管されていた。試験データと試験飛行の模様を記録した16 mmフィルムは、中研が被った戦災によって失われている。
機体は上級滑空機（ソアラー）に区分される複座の前翼機で、材質は全木製。前翼前縁に固定スロットを、後縁に昇降舵を持ち、主翼の両端にはエアブレーキも兼ねた方向舵がある。胴体後部には垂直安定板があるが、こちらには方向舵は有していない。また、製造には従来の滑空機に用いられていたカゼイン膠に代わって、プラスチック接着剤を用いていた。曳航機は九五式三型練習機で、曳航索のレリーズの位置に起因する、曳航中に前翼がパイロットの視界を遮る特性があった。
なお、テストパイロットを務めた藤倉三郎特級滑空士は、前翼が機体姿勢の指針となるので、前翼機は練習機に適しているのではないかという旨を指摘している。

## 諸元
出典：『日本グライダー史』 133,134頁、「日本式鴨型滑空機」 14 - 16頁。
- 全長：8.4 m
- 全幅：15.0 m
- 全高：2.5 m
- 最良滑空速度：82.8 km/h
- 乗員：2名